# ستيف بايل
ستيف بايل (بالإنجليزية: Steve Pyle)‏ هو لاعب كرة قدم ومدرب كرة قدم بريطاني، ولد في 1963 في شيلدز الشمالية ‏ في المملكة المتحدة.